# Сельцо (Тосненский район)
Сельцо́ — посёлок в составе Любанского городского поселения Тосненского района Ленинградской области.

## История
Впервые упоминается в Писцовой книге Водской пятины 1500 года как деревня Сельцо на Тигоде в Ильинском Тигодском погосте Новгородского уезда.
В переписи 1710 года в Ильинском Тигодском погосте упоминается деревня Сельцо, числящаяся за помещиком Никифором Петровым.
На топографической карте 1847 года деревня обозначена как Усадьба-Сельцо.
Согласно топографической карте Ф. Ф. Шуберта 1872 года деревня Сельцо насчитывала 5 крестьянских дворов.

СЕЛЬЦО (УСАДЬБА) — деревня с двумя усадьбами, при реке Тигоде, в 3-х верстах от ст. Любани, Мало-переходнинского сельского общества, прихода села Померанья.

В первой усадьбе: Крестьянских дворов — 5. Строений — 15, в том числе жилых — 8. Число жителей по семейным спискам 1879 г.: 19 м. п., 23 ж. п.; по приходским сведениям 1879 г.: 22 м. п., 22 ж. п.;

Во второй усадьбе: Крестьянских дворов — нет. Строений — 19, в том числе жилых — 5. Число жителей по приходским сведениям 1879 г.: 2 м. п., 6 ж. п. (1884 год)

В конце XIX — начале XX века деревня административно относилась к Любанской волости 1-го стана 1-го земского участка Новгородского уезда Новгородской губернии.

СЕЛЬЦО 1-Е — деревня Малопереходнинского сельского общества, дворов — 1, жилых домов — 1, число жителей: 3 м. п., 4 ж. п., занятия жителей — земледелие, продажа молока;

СЕЛЬЦО 2-Е — деревня Малопереходнинского сельского общества, дворов — 5, жилых домов — 5, число жителей: 24 м. п., 20 ж. п., занятия жителей — земледелие, подённые работы;

СЕЛЬЦО — усадьба О. А. Чеснок, жилых домов — 3, число жителей: 5 м. п., 16 ж. п., занятия жителей — земледелие, молочное хозяйство. (1907 год)

С 1917 по 1927 год деревня Сельцо входила в состав Любанской волости Новгородского уезда Новгородской губернии.
С 1927 года в составе Хоченского сельсовета Любанского района Ленинградской области.
С 1930 года в составе Тосненского района.
По административным данным 1933 года деревня Сельцо входила в состав Хоченского сельсовета.
С 1934 года в составе Любанского сельсовета.

Деревня Сельцо на карте 1941 года

С 1 сентября 1941 года по 31 декабря 1943 года деревня находилась в оккупации.
В 1965 году население деревни Сельцо составляло 348 человек.
По данным 1966 и 1973 годов деревня Сельцо входила в состав Любанского сельсовета.
В 1983 году в деревне Сельцо был открыт культурно-спортивный комплекс, который включает в себя плавательный бассейн, спортивный зал, Дом культуры и школу.
По данным 1990 года в деревне Сельцо проживали 2456 человек. Деревня являлась административным центром Сельцовского сельсовета в который входили 11 населённых пунктов: деревни Большое Переходное, Заволжье, Кирково, Коркино, Малое Переходное, Русская Волжа, Сельцо, Сустье-Конец, Ямок; посёлок Красная Дача и хутор Майзит, общей численностью населения 3197 человек.
По данным 1997 года в деревне Сельцо Сельцовской волости проживали 2600 человек, в 2002 году в посёлке Сельцо Сельцовской волости — 2657 человек (русские — 92 %).
В 2007 году в посёлке Сельцо Любанского СП проживал 2621 человек.

## География
Посёлок расположен в юго-восточной части района, к юго-западу от города Любань, на автодороге 41К-838 (подъезд к дер. Сельцо), между автодорог 41К-845 (Любань — Коркино) и  41А-004 (Павлово — Мга — Луга).
Расстояние до административного центра поселения — 3 км.
Расстояние до ближайшей железнодорожной станции Любань — 2,4 км.
Через посёлок протекает река Тигода.

## Демография
| 2007 | 2010  | 2017  |
| ---- | ----- | ----- |
| 2621 | ↘2440 | →2440 |

## Транспорт
Через посёлок проходят автобусные маршруты № 6 «Сельцо — ст. Любань — пос. Любань», № 322а «ст. Любань — Коркино», № 328 «ст. Любань — Сустье-Конец», № 331 «ст. Любань — Чудской Бор».

## Улицы
Селецкое шоссе.